# Оксенфурт
Оксенфурт (нем. Ochsenfurt) — город и городская община в Германии, в земле Бавария. 
Подчинён административному округу Нижняя Франкония. Входит в состав района Вюрцбург.  Население составляет 11 223 человека (на 31 декабря 2010 года). Занимает площадь 63,55 км². Официальный код  —  09 6 79 170.
Городская община подразделяется на 9 городских районов.

## Фотогалерея

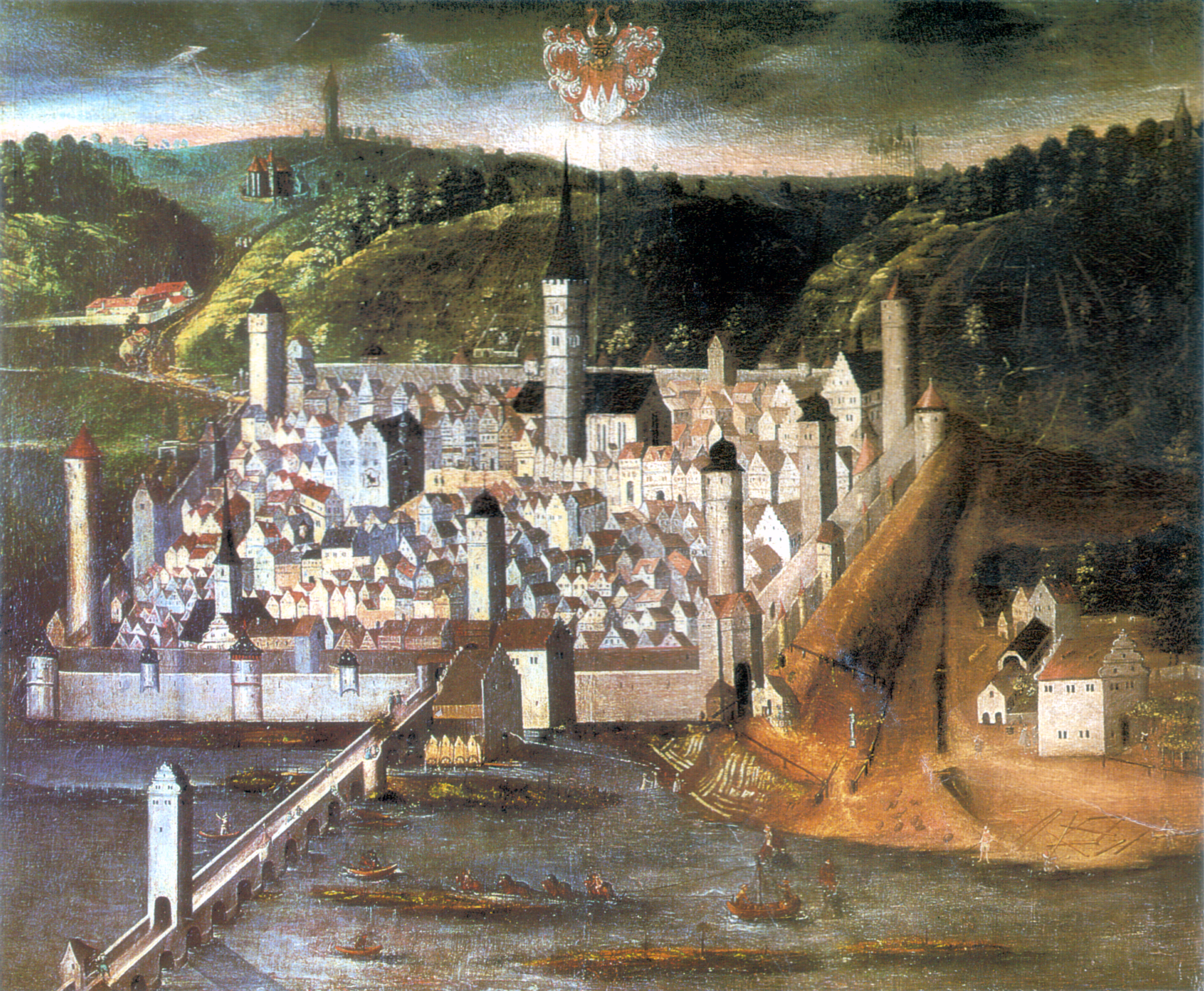
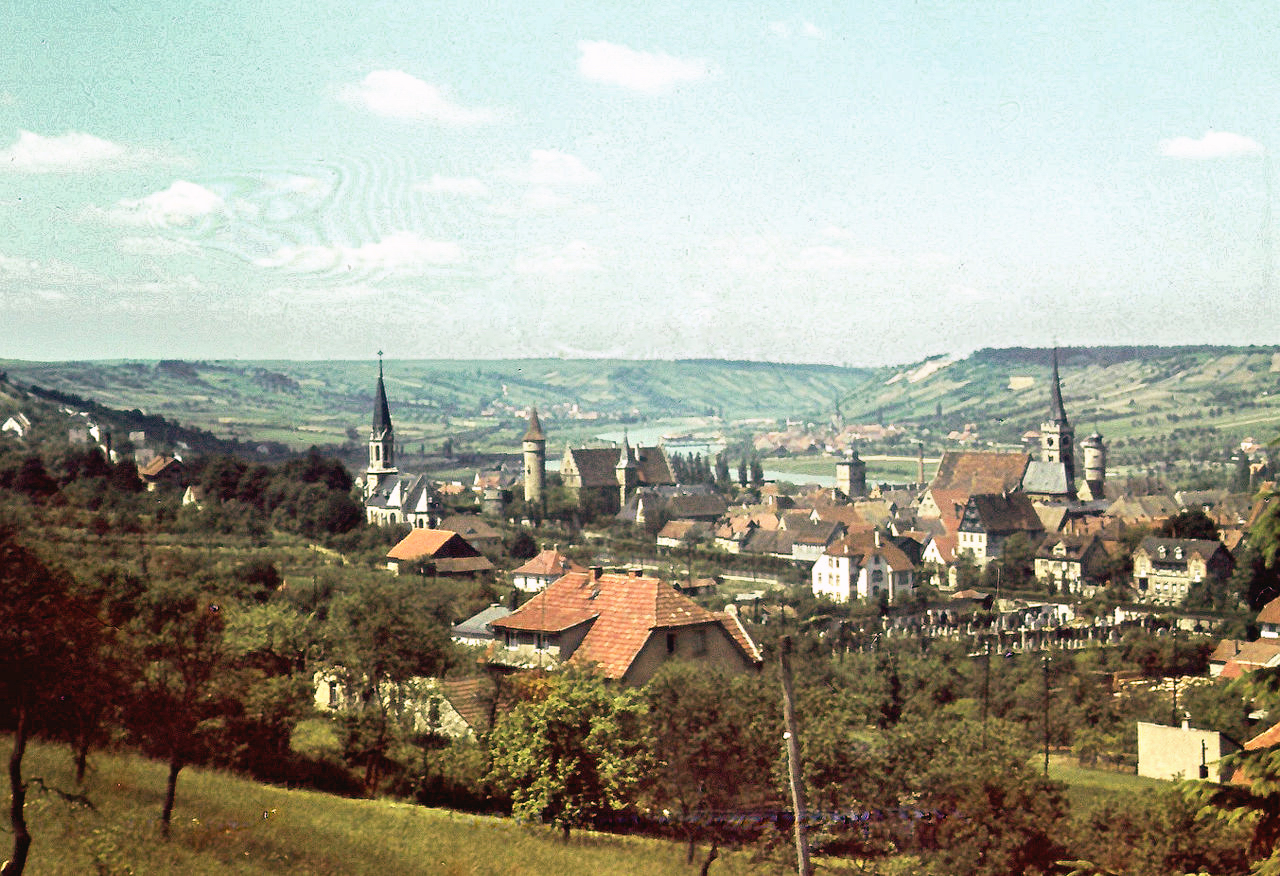
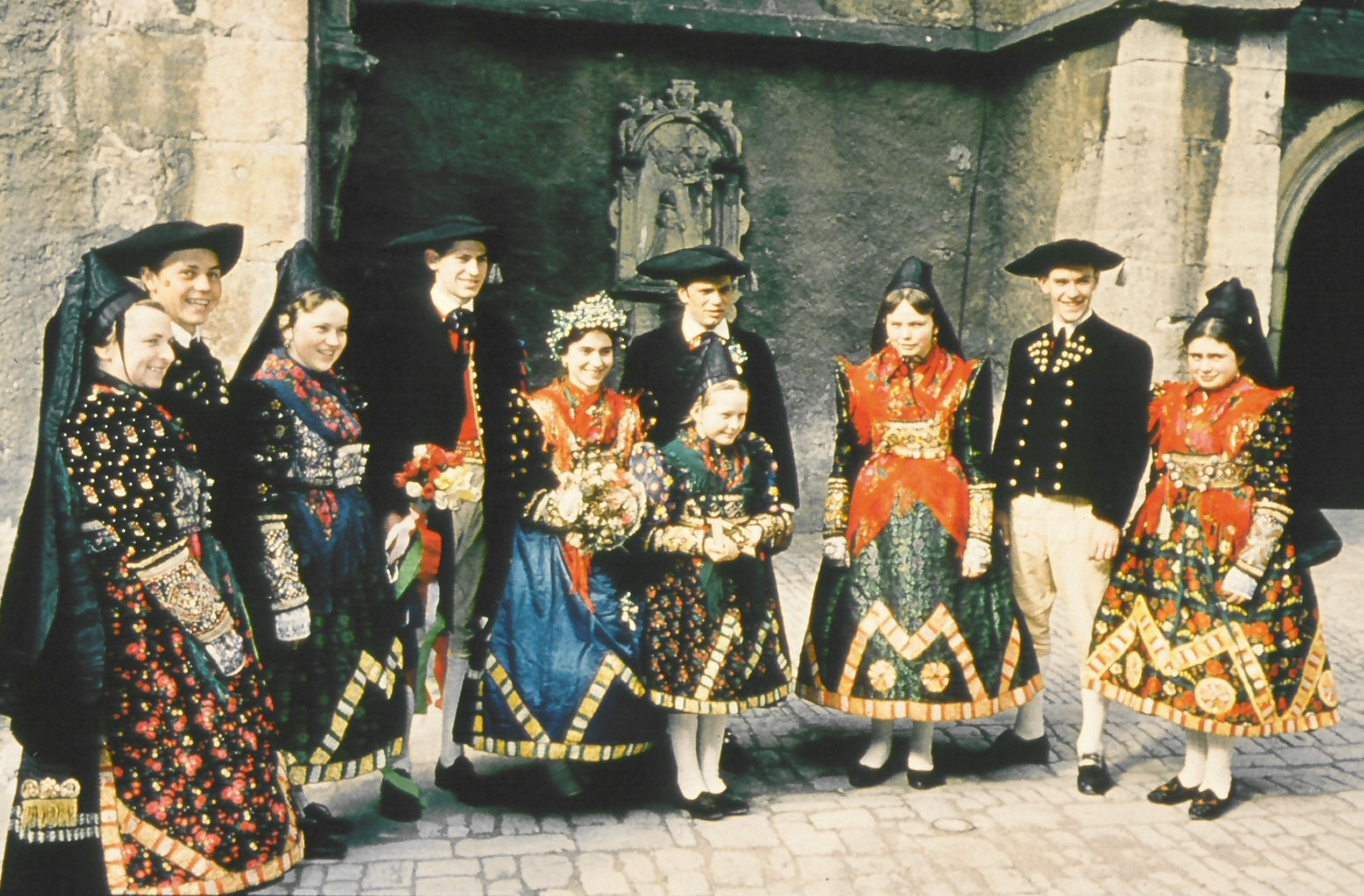
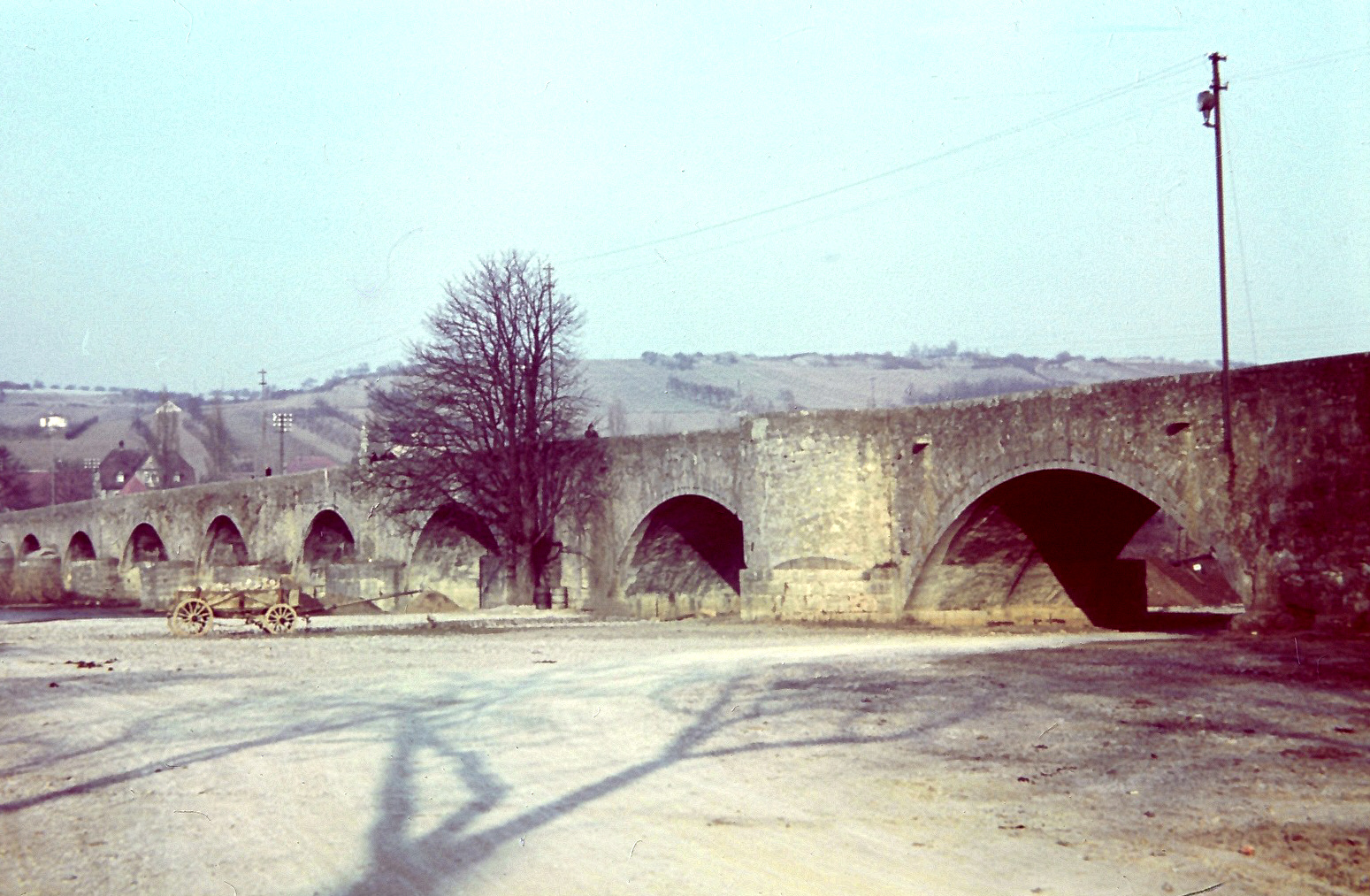
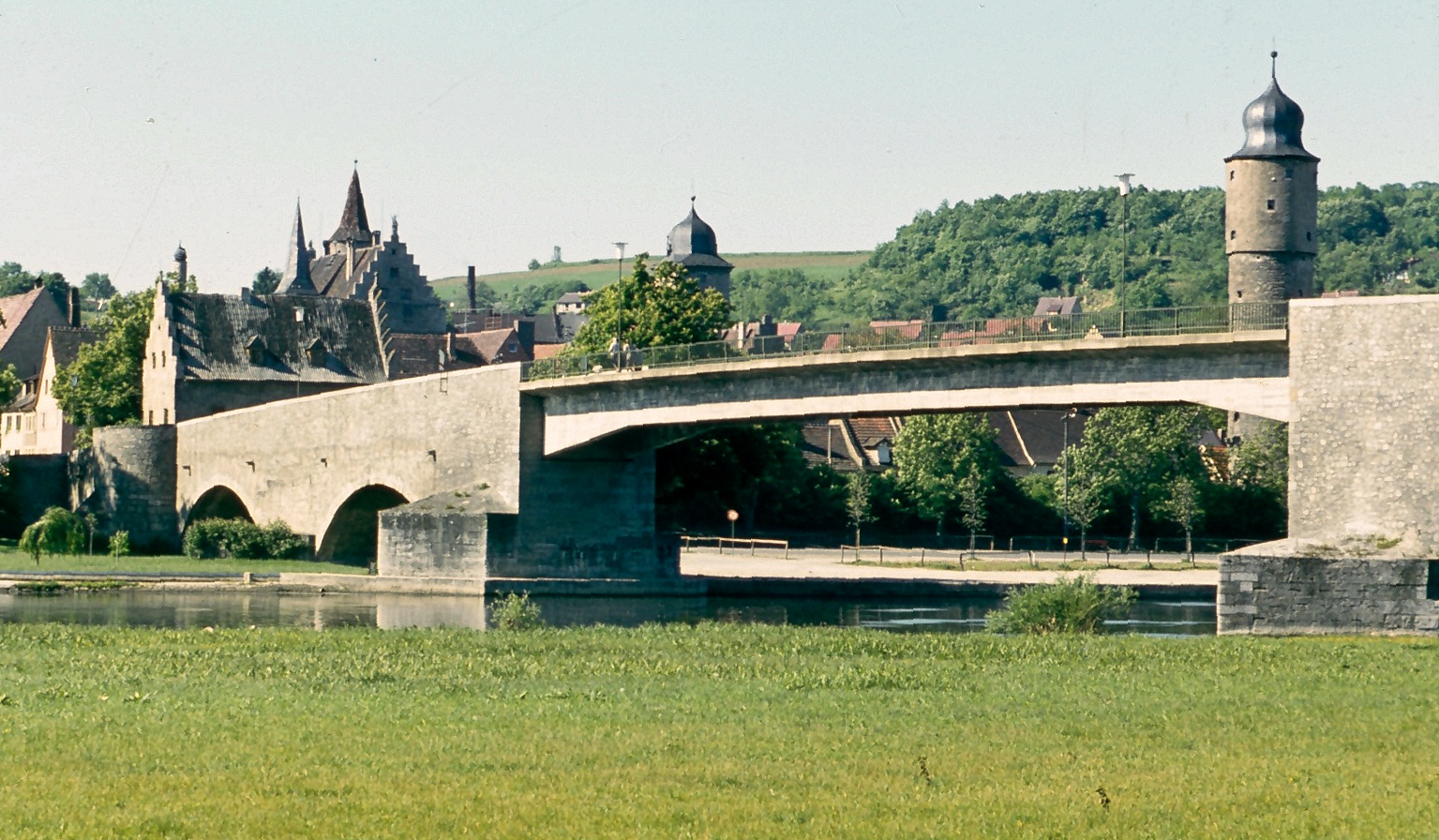

## Население
По оценке на 31 декабря 2015 года население общины Оксенфурт составляет 11 155 чел. 

| Дата      | 1840 | 1871 | 1900 | 1925 | 1939 | 1950  | 1961  | 1970  | 1987  | 2011  |
| --------- | ---- | ---- | ---- | ---- | ---- | ----- | ----- | ----- | ----- | ----- |
| Население | 4863 | 5286 | 5979 | 6880 | 7554 | 11265 | 11201 | 11911 | 11427 | 11020 |

| Год       | 1960  | 1970  | 1980  | 1990  | 2000  | 2009  | 2010  | 2011  | 2012  | 2013  | 2014  | 2015  |
| --------- | ----- | ----- | ----- | ----- | ----- | ----- | ----- | ----- | ----- | ----- | ----- | ----- |
| Население | 11318 | 11825 | 11389 | 11617 | 11697 | 11248 | 11223 | 11097 | 10997 | 11070 | 11095 | 11155 |